# Seznam škotskih pesnikov
Seznam škotskih pesnikov.

## A
- Thomas Aird

## B
- James Beattie
- Michael Bruce
- Robert Burns

## C
- Norman Cameron

## D
- Edward Davison
- William Dunbar

## F
- Robert Fergusson

## H
- Gilbert Hay

## L
- Andrew Lang

## M
- James Macpherson
- Edwin Muir

## R
- Allan Ramsay

## S
- Tobias Smollett
- Muriel Spark

## T
- James Thomson
- Ruthven Todd

## W
- (Roy Williamson)